# Muzeum Zamkowe w Malborku
Muzeum Zamkowe w Malborku – muzeum o charakterze historyczno-artystycznym oraz placówka kulturalno-naukowa powołana dnia 1 stycznia 1961 roku. Mieści się w historycznym zamku krzyżackim w Malborku, w którym zgromadzono ponad 40 tys. muzealiów, głównie dzieł rzeźby, malarstwa i rzemiosła artystycznego. Oddziałami Muzeum Zamkowego są: Muzeum w Kwidzynie (od 1972) i Zamek w Sztumie (od 2018). W 2017 muzeum zwiedziło 638 963 osób, w tym 153 129 turystów zagranicznych, a w 2019 805 201 osób.
W 2011 muzeum zostało odznaczone Srebrnym Medalem „Zasłużony Kulturze Gloria Artis”.

## Historia zamku
Dzieje zamku związane są ściśle z Zakonem Niemieckim Szpitala Najświętszej Marii Panny, zakonem rycerskim, którego działalność miała związek z opieką nad Ziemią Świętą w okresie wypraw krzyżowych, a także misjami i chrystianizacją ludów pogańskich, w tym Prusów. Dnia 14 września 1309 roku Siegfried von Feuchtwangen wielki mistrz Zakonu przeniósł do Malborka swój ośrodek władzy, Malbork stał się stolicą państwo zakonnego, które w XIV wieku stało się jednym z najpotężniejszych krajów nie tylko południowego wybrzeża Bałtyku, lecz także Europy Środkowej. Podczas I połowy XIV wieku wzniesiono na miejscu niewielkiego domu konwentualnego silnie umocniony Zamek Wysoki będącym swojego rodzaju warownym konwentem z kościołem NMP i kaplicą Św. Anny – miejscem pochówku wielkich mistrzów. W kolejnych latach wzniesiono Zamek Średni, pełniący funkcje mieszkalne i reprezentacyjne oraz Pałac Wielkich Mistrzów. Jeszcze w XIV wieku rozpoczęto budowę Zamku Niskiego – Przedzamcza, mieszczącego obiekty gospodarcze i militarne, stanowiące bogate zaplecze dla rycerzy-zakonników. Od 1457 roku pieczę nad zamkiem przejął polski starosta królewski i podległego mu burgrabia. Przez kolejne stulecia znaczenie zamku malało, po rozwiązaniu konwentu nie pełnił żadnej reprezentacyjnej funkcji. Ze względu na ogromne koszty utrzymania wielkiej warowni i zaniedbania zamku, miały miejsce liczne uszkodzenia architektury, które naprawiano wbrew formom historycznym. W 1772 roku zamek przejęli Prusacy, którzy następnie przekształcili go na koszary i magazyny wojskowe co wiązało się z dalszą destrukcją zabytkowego kompleksu.
Punktem zwrotnym w dziejach zamku było wystąpienie Maxa von Schenkendorfa, który postulował zaprzestanie naruszania zabytkowej substancji. Atmosfera romantyzmu sprzyjała rozwojowi działalności muzealno-konserwatorskiej w rezultacie czego, po upadku kampanii Napoleona powołano w 1816 roku Zarząd Odbudowy Zamku w Malborku (Schloßbauverwaltung Marienburg), mający na celu restaurację warowni, która trwała przez całą resztę XIX wieku i początek kolejnego stulecia. Opiekę konserwatorską nad zamkiem sprawowali m.in. Karl Friedrich Schinkel, Alexander Ferdinand von Quast i Konrad Emmanuel Steinbrecht. Ten ostatni dokonał trwającej cztery dekady gruntownej restauracji i regotycyzacji, w ramach której przywrócono mu średniowieczny charakter. w 1872 powołano Komitet do Odbudowy Zamku Wysokiego. Po Steinbrechcie najważniejsze kompetencje przejął Bernhard Schmid.
W okresie międzywojennym odbudowany i zregotycyzowany zamek mieścił muzeum. Zgromadzono tam m.in. militaria z kolekcji Theodora von Blell, numizmatów dra Jaqueta, a także dzieła sztuki gotyckiej. W salach zamkowych eksponowano m.in. dawny ołtarz główny z 1499 z katedry NMP w Hamburgu (zburzonego w XIX wieku), XIV-wieczny Poliptyk Grudziądzki, ołtarz z Tenkit etc. Ponadto urządzono muzeum poświęcone kulturze regionalnej.

## Historia muzeum

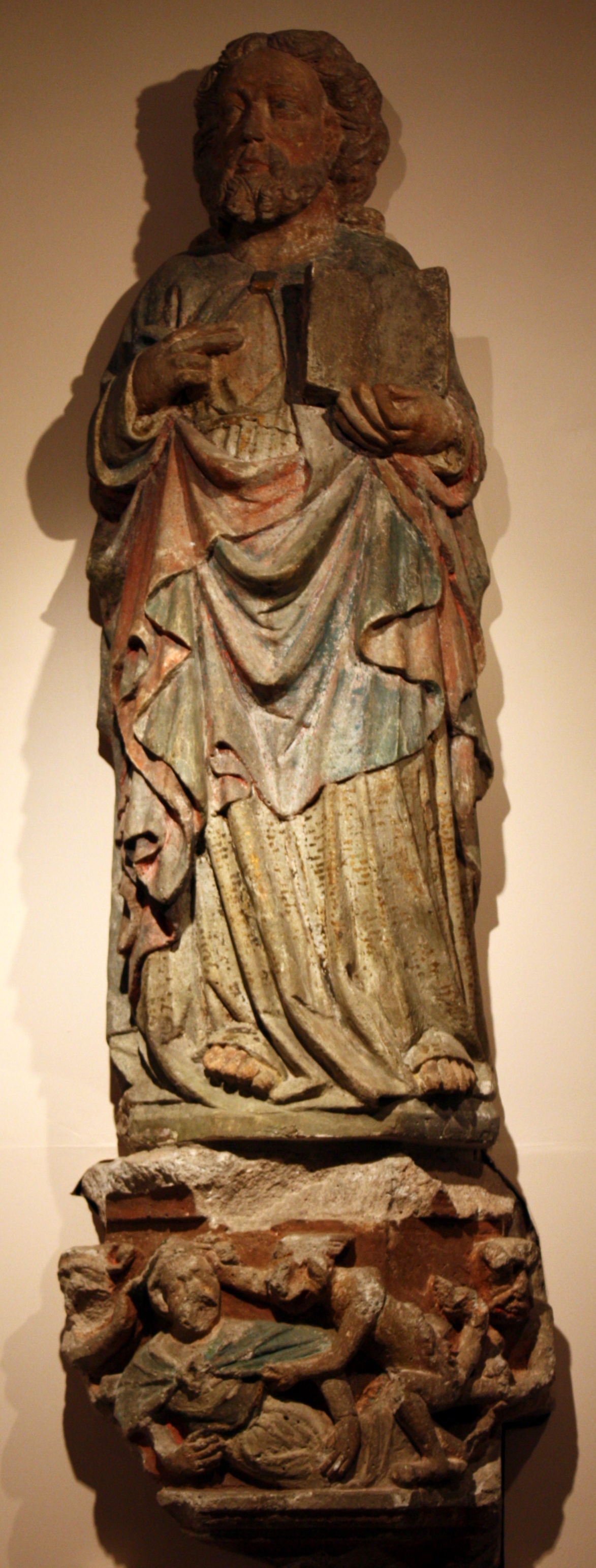
Kolekcja Detalu Architektonicznego: figura apostoła na konsoli z kościoła zamkowego w Malborku

Nowym rozdziałem w historii zamku malborskiego było powołanie w tym miejscu placówki muzealnej, mającej na celu przywrócenie dawnej świetności zamku, który pod koniec II wojny światowej uległ poważnym zniszczeniom, a następnie był celem licznych szabrowników. Początkowo zamek malborski był pod opieką Muzeum Wojska Polskiego, następnie Polskiego Towarzystwa Turystyczno-Krajoznawczego. Pod koniec lat 50. powołano Społeczny Komitet Odbudowy Zamku, który planował założenie wewnątrz odbudowanego zamku muzeum.
Muzeum Zamkowe założono 1 stycznia 1961 roku, jako placówka centralna podlegająca bezpośrednio Ministerstwu Kultury i Dziedzictwa Narodowego. W czasie założenia Muzeum zespół zamkowy w Malborku przechodził odbudowę i gruntowną konserwację, która trwa do dziś. Powołanie muzeum wiązało się z odpowiednim zagospodarowaniem powierzchni pomieszczeń zamkowych, z zachowaniem ocalałych wnętrz z okresu średniowiecza.
Początkowo Muzeum Zamkowe dysponowało skromną ilością zbiorów, których rdzeniem były wydobyte z gruzów detale architektoniczne, dzieła rzeźby i rzemiosła artystycznego. W ciągu następnych dekad systematycznie wzbogacano zbiory, co przyniosło efekt w postaci około 40 tysięcy muzealiów, w których oprócz bogatej kolekcji plastyki gotyckiej znalazła się zbrojownia, kolekcja numizmatów czy wyrobów z bursztynu.
Jednocześnie placówka ta stała się ważnym centrum kultury i nauki. Działalność naukową muzeum prowadzi w zakresie archeologii, historii i historii sztuki. Przedmiotem zainteresowań archeologów są pradzieje terenów wokół delty Wisły, badania historyczne oscylują wokół tematyki zakonu krzyżackiego, dziejów miasta Malborka i zamku. Przedmiotem badań historyków sztuki jest nie tylko bogata kolekcja zamkowych muzealiów, ale również sztuka i kultura dawnych Prus i problematyka konserwatorska. Celem działalności kulturalnej Muzeum Zamkowego jest organizowanie wystaw związanych z historią zamku i Krzyżaków, ale także organizacja rozmaitych koncertów, prezentacji, imprez i widowisk plenerowych wykorzystujących gotycką architekturę zamku. Tradycję sięgającą początku lat sześćdziesiątych ubiegłego wieku ma Międzynarodowe Biennale Ekslibrisu Współczesnego. Ważnymi dla dziejów muzeum były lata 2010 (rocznica bitwy grunwaldzkiej) i 2011 (pięćdziesięciolecie muzeum), podczas których zorganizowano szereg dużych wystaw czasowych m.in. „Fundacje Artystyczne Państwa Zakonu Krzyżackiego” i „Crème de la crème. Najcenniejsze z cennych malborskiego muzeum”.

## Dyrektorzy
- Henryk Raczyniewski (1961-1973)[4]
- ? (1975-1987)
- Mariusz Mierzwiński (1987-2017)
- Janusz Trupinda (od 2018)

## Zbiory

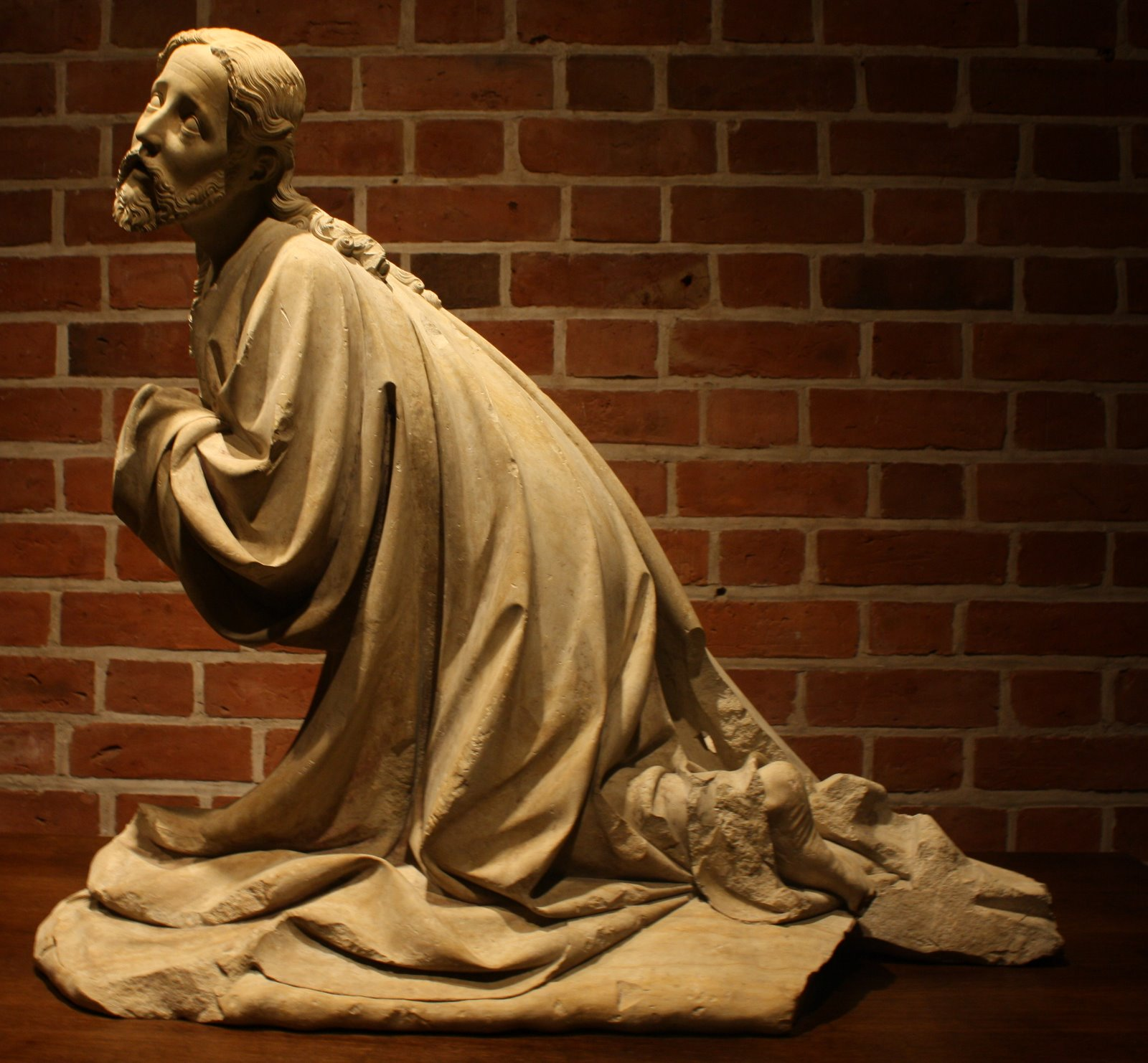
Kolekcja Rzeźby: Chrystus modlący się w Ogrojcu – figura z kościoła Św. Jana w Malborku, ok. 1390 r.

Liczące około czterdziestu tysięcy okazów zbiory zostały podzielone na 21 sekcji:
| - Pracownia Archeologiczna - Kolekcja Detalu Architektonicznego - Kolekcja Rzeźby - Płyty i Pomniki Nagrobne - Kolekcja Militariów - Kolekcja Metali Zabytkowych - Kolekcja Bursztynu | - Kolekcja Ceramiki - Kolekcja Kafli - Kolekcja Szkła Artystycznego - Kolekcja Tkanin - Kolekcja Mebli - Zabytki Techniki - Gabinet Numizmatyczny | - Kolekcja Malarstwa - Kolekcja Witraży - Gabinet Rycin - Dokumentacja Historyczna - Albumy Odbudowy Zamku - Kolekcja Ekslibrisu - Malboriana |

Pracownia archeologiczna gromadzi artefakty pochodzące z wykopalisk prowadzonych w obrębie zamku oraz obszarów dawnej Pomezanii i Pogezanii oraz Warmii. Są to głównie wyroby codziennego użytku, uzbrojenie oraz biżuteria wczesnego średniowiecza, a także starszych epok po neolit. Pracownia archeologiczna prowadzi wykopaliska na obszarze 20 ha na terenie zamku. Planowe poszukiwania sięgają głęboko pod ziemią i są prowadzone w ramach programów badawczych, między innymi w ramach projektu Ekologia krucjat.
Kolekcja Detalu Architektonicznego ma historię sięgającą konserwacji zamku przez Conrada Steinbrechta, dzięki naukowym metodom renowacji zamku ocalały liczne fragmenty pochodzące z dawnego zamku. Podczas odbudowy zamku wydobyto kolejne elementy architektoniczne. Prezentowane są w dormitorium oraz utworzonym na zewnątrz lapidarium. Są to fragmenty filarów, kapitele, wsporniki, konsole, zworniki (m.in. z kościoła zamkowego NMP), a także figury wśród nich posągi apostołów z kościoła zamkowego, niektóre wraz z konsolami. Ponadto wyeksponowano detale pochodzące z późniejszych przebudów zamku. 
Kolekcja Rzeźby obejmuje głównie plastykę gotycką. Kamienne figury apostołów z kościoła zamkowego zestawione są z dziełami snycerstwa XV- i XVI-wiecznego, ale także starszymi wyrobami. Do najcenniejszych należy figura Chrystusa modlącego się w Ogrojcu, przykład stylu pięknego, z ok. 1390, relikwiarz hermowy z 1350 roku, tryptyk z Tenkit z 1504 roku, Grupa Świętej Anny, figura św. Jerzego zabijającego smoka. Ponadto fragmenty neogotyckiego ołtarza głównego z kościoła zamkowego. 
Kolekcja Płyty i Pomniki Nagrobne poświęcona jest plastyce sepulkralnej. Gromadzi 32 płyt i pomników nagrobnych, w tym średniowieczne płyty i kamienie nagrobne z czasów krzyżackich, płyty nagrobne z XVI–XVIII w. z terenów Prus i Gdańska, a także późniejsze, datowane na XVIII- XIX wiek mennonickie stele i epitafia z terenu Żuław. 
Wśród zabytków sepulkralnych znajdują się związane bezpośrednio z zamkiem malborskim cztery płyty nagrobne z XIV i XV w. (z czego trzy z nich to płyty nagrobne wielkich mistrzów krzyżackich), a także sześć późnośredniowiecznych kamieni nagrobnych przywiezionych z Gdańska.
. 
Kolekcję Militariów tworzą dzieła płatnerstwa: uzbrojenia ochronnego, zaczepnego. Ponadto elementy rzędów końskich i oporządzenia jeździeckiego. Ponadto zbiory elementów uposażenia strzeleckiego m.in. pociski, prochownice, ładownice, kule i formy do ich odlewania. Ze średniowiecznego uzbrojenia europejskiego, Muzeum Zamkowe prezentuje zespół XIV- i XV-wiecznych mieczy, hełmów etc. Ponadto XIX i XX wieczne rekonstrukcje uzbrojenia krzyżackiego, w tym repliki XV-wiecznych armat i chorągwi zdobytych przez Jagiełłę podczas wojny z Zakonem w latach 1409-11. 
Kolekcja Metali Zabytkowych gromadzi wyroby złotnictwa, ludwisarstwa (dzwony, lufy armatnie), konwisarstwa (m.in. wilkom z 1657, wyrób szprotawski, XVIII-wieczny wazonik ołtarzowy Christopha Grabau), ślusarstwa (m.in. neogotyckie zamki, klucze). Do najcenniejszych dzieł złotnictwa należy późnoromańska pyxis z emaliowaną dekoracją roślinną, zespół XVI-XVIII-wiecznych kielichów, XVII-wieczna monstrancja (wyrób królewiecki) i krzyż relikwiarzowy (wyrób gdański).  

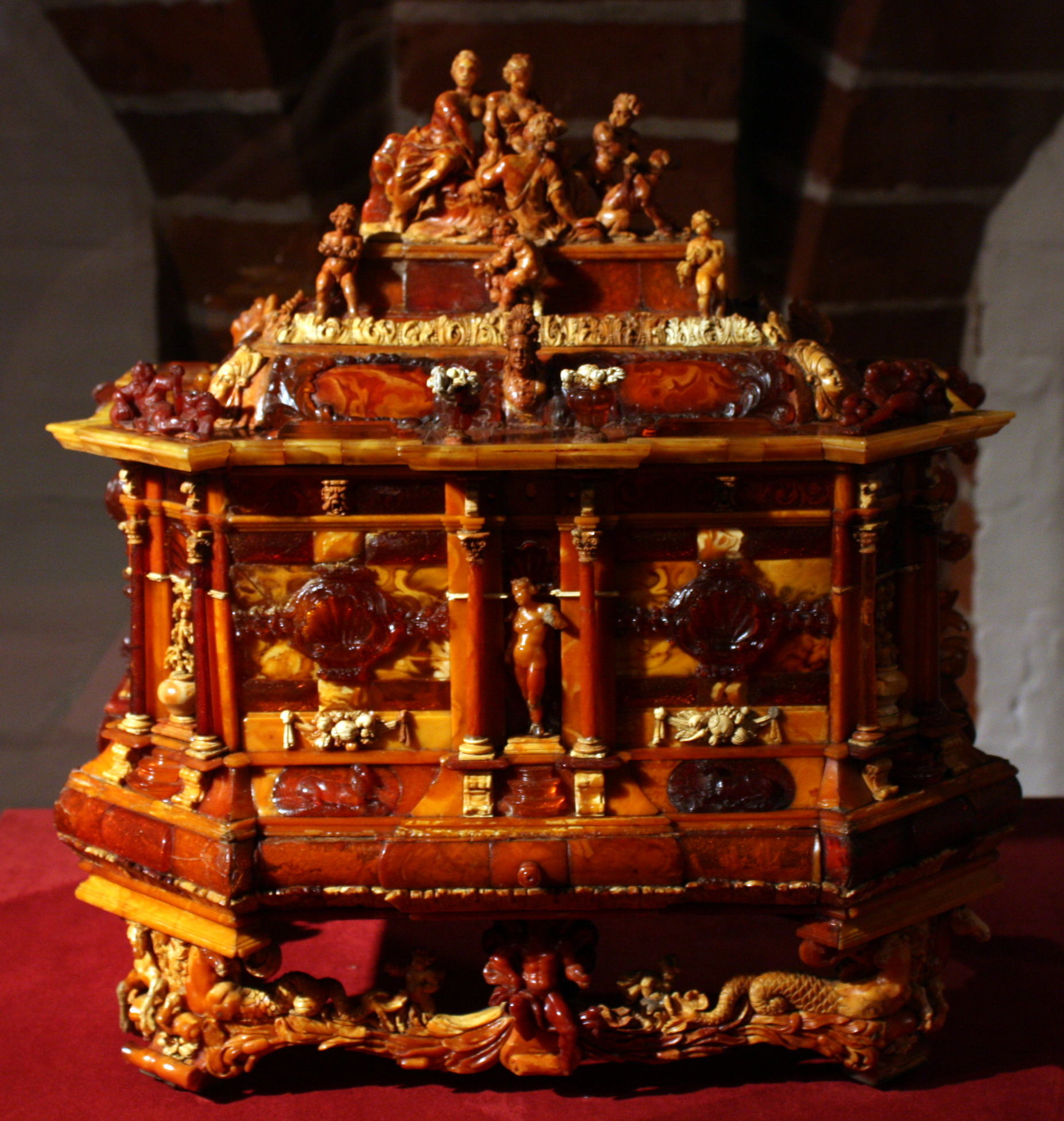
Kolekcja bursztynu: szkatuła Christophera Mauchera, Gdańsk, schyłek XVII wieku

Kolekcja Bursztynu - w oparciu o sięgającą czasów krzyżackich tradycję handlu bursztynem, od założenia w muzeum gromadzono wyroby z tej substancji od antyku po współczesność. Oprócz dzieł sztuki i przedmiotów codziennego użytku Muzeum Zamkowe posiada kolekcję bursztynów o charakterze czysto przyrodniczym, która liczy ponad 700 okazów, pokazująca walory jantaru, niektóre bursztyny zawierają inkluzje roślinne i zwierzęce. Liczny zbiór biżuterii tworzą pierścienie, bransolety, kolie i naszyjniki z bursztynowych koralików (najstarsze sięgają czasów starożytnego Rzymu). Ponadto przedmioty codziennego użytku m.in. naczynia, fajki, szachy. O ekskluzywności bursztynu poświadcza zbiór dzieł sztuki, głównie XVII-wiecznej. Są to głównie wyroby gdańskie z warsztatów Michela Redlina i Christophera Mauchera. Przykładami są figurka Hermesa, z około 1600, relikwiarze, przenośne ołtarze i szkatuły m.in. gdański ołtarzyk domowy z XVII wieku, szkatuły warsztatu Redlina z 1680, czy szkatuła z dekoracją rzeźbiarską wykonana przez Mauchera pod koniec XVII wieku.
Kolekcję Ceramiki tworzą wyroby z porcelany (gł. wyroby z manufaktur w Korcu, Nieborowie i Baranówce), fajansu (wyroby ćmielowskie, gdańskie i delfckie) oraz majoliki (m.in. włoskiej). 
W Kolekcja Kafli są zgromadzone wyroby zduństwa: pojedyncze fragmenty pieców i kafli, dawne piece z XVIII-XIX wieku. Spośród tego typu dzieł wyróżniają się nowożytne kafle z wizerunkami Anny Jagiellonki oraz Aleksandra Macedońskim i Semiramidy. Ponadto zespół XVII-wiecznych kafli holenderskich z Delftu. 
W Kolekcji Szkła Artystycznego prezentowane są współczesne wyroby, m.in. Zbigniewa Horbowego, Ludwika Kiczury, Ingeborgi Glądały-Kizińskiej. 
Lwią część Kolekcji Mebli stanowią kopie gotyckich mebli z okresu historyzmu wykonane na polecenie Conrada Steinbrechta. Ponadto rzeźbione i intarsjowane renesansowe i barokowe skrzynie, komody, sekretarze etc. Z czasów krzyżackich zachowały się jedynie policzki gotyckich stalli z XIV wieku. 
Kolekcja Tkanin prezentuje dwie grupy dzieł sztuki tkackiej, tapiserie oraz pasy kontuszowe od czasów nowożytnych do najnowszych. Spośród tapiserii wyróżniają się gobeliny z XVII wieku, m.in. werdiura krajobrazowa wykonana w Audernade, pochodząca z tego samego ośrodka tkackiego tapiseria „Jakub z rodziną w drodze do Kanaan”, ponadto antwerpski gobelin z przedstawieniem Wesela Samsona. W zbiorach pasów kontuszowych przeważają XVIII-wieczne wyroby ze Słucka. Ponadto liczne współczesne gobeliny i kilimy artystów i artystek gdańskich. 
Zabytki Techniki są najmłodszym działem (2003 r.) w Muzeum Zamkowym, gromadzącym zabytki techniki lub rekonstrukcje. Są to m.in. młyn kaszowy, pozostałości po wiatraku z 1831 r. oraz kamienie żarnowe, w tym najstarszy z X/XI wieku. 
Gabinet Numizmatyczny tworzą kolekcje monet (gł. z czasów Rzeczypospolitej Szlacheckiej), medali oraz kopii i przedmiotów związanych z pieniądzem (notgeldy, ważki dukatowe, sakiewki, portmonetki oraz skarbonki gł. z XIX i XX wieku).
Najstarsze obrazy gromadzone w Kolekcji Malarstwa sięgają XVI w. Znajdują się w niej dzieła malarstwa europejskiego, w tym Madonna z Dzieciątkiem i szczygłem nieznanego mistrza włoskiego z XVI wieku, prace nieznanych malarzy francuskich, niemieckich i holenderskich z XVII w. m.in. Afrodyta i Adonis, Martwa natura z owocami, Krajobraz alpejski, Pokłon Trzech Króli pędzla Fransa Franckena. Ponadto dzieła malarstwa polskiego m.in. szkic do Bitwy pod Grunwaldem Jana Matejki. 
Kolekcja Witraży obejmuje szkła z XIX i XX wieku, m.in. Johanna Baptista Haselbergera (z oszklenia kościoła zamkowego), Franza Lauterbacha (z oszklenia Wielkiego Refektarza), ponadto prace Fritza Burmanna, Władysława Kozioła etc. 
Ikonografia zamku malborskiego jest jednym z tematów przewodnich dzieł graficznych zgromadzonych w Gabinecie Rycin. Są to m.in. XIX-wieczne prace Johanna Carla Schultza, Hugona Ulbricha, akwatinty z XVII/XIX wieku tworzące cykl Schloss Marienburg in Preussen i wiele innych. Ponadto ryciny z wizerunkami królów polskich, widokami miast etc. Najstarsze dzieła graficzne w zbiorach muzealnych sięgają XVI w. 
Dział Dokumentacji Historycznej obejmuje dokumenty archiwalne (akta prawne, dokumenty cechowe, dokumenty parafialne), wyroby kartograficzne (mapy Prus, plany Malborka) ponadto dokumentację rysunkową (m.in. prace Conrada Steinbrechta) fotograficzną i zbiór pocztówek. 
Dział Albumów Odbudowy Zamku gromadzi sprawozdania i zdjęcia z zakresu prac nad odbudową i konserwacją zamku po 1945 roku. 
Kolekcja Ekslibrisu nierozerwalnie związany jest z najstarszym na świecie, cyklicznym konkursem na ekslibris znanym jako Międzynarodowe Biennale Ekslibrisu Współczesnego, którego organizatorem i patronem jest Muzeum Zamkowe. Od zorganizowania pierwszej edycji w 1963 roku do zbiorów napłynęło ponad 20 tys. prac tego typu, w tym dzieła wielu znanych grafików z całego świata. 
Malboriana tworzą rozmaite wyroby codziennego użytku (m.in. kufle, puchary, zestawy naczyń), dokumenty, pamiątki pochodzące głównie z XIX i XX wieku. Są to wyroby o różnym poziomie artystycznym, ale o wysokich walorach poznawczych; ukazują historię zamku malborskiego jako znaku ikonicznego w świadomości społecznej

## Biblioteka
W obecnej formie biblioteka funkcjonuje od 1961 roku, jako jeden z działów Muzeum Zamkowego w Malborku. Stworzona głównie dla potrzeb pracowników Muzeum, udostępnia swój księgozbiór także mieszkańcom Malborka, studentom, naukowcom z kraju i zagranicy. Biblioteka ma charakter naukowy, określony statutem organizacyjnym Muzeum Zamkowego.